# Lia Eibenschütz
Lia Eibenschütz, nom de scène de Lina Mathilde Eibenschütz (née le 19 mars 1899 à Wiesbaden, morte le 3 mars 1985 à Berlin) est une actrice allemande.

## Biographie
Elle est la fille du pianiste Albert Maria Eibenschütz (de) issue de son mariage avec la pianiste Wilhelmine Wnuczek. Eibenschütz étudie la musique et devient pianiste. Elle est découverte comme actrice à Berlin en 1919 lors d'une tournée de concerts et apparaît la même année au cinéma. Dans les années 1920, elle apparaît dans de nombreux films muets en tant que jeune femme amoureuse, et elle apparaît également sur scène en tant que jeune dame de salon à Berlin.
Mariée à l'acteur Kurt Vespermann en 1927, elle se retire de plus en plus dans sa vie privée dans les années 1930 et se consacre à l'éducation de son fils, qui deviendra plus tard l'acteur Gerd Vespermann (de). Parce qu’elle est considérée comme « à moitié juive », elle est exclue par la Chambre du théâtre du Reich en 1937. Après la fin de la Seconde Guerre mondiale, elle assume quelques petits rôles dans des productions cinématographiques allemandes et apparaît à nouveau comme actrice de théâtre à Berlin, par exemple au Renaissance-Theater. Elle est occasionnellement doubleuse.

## Filmographie
- 1915 : Der Mann ohne Gedächtnis
- 1919 : Der Schwarze Meister
- 1919 : Der Tempel der Liebe
- 1920 : Frauenruhm
- 1920 : Der Gefangene
- 1920 : Der Sprung ins Dunkle
- 1920 : Der Mann auf der Flasche
- 1920 : Die Legende von der heiligen Simplicia (de)
- 1920 : La Guerre des bœufs (de)
- 1920 : Der letzte Schuß
- 1921 : Die Verschwörung zu Genua
- 1921 : Die große und die kleine Welt (de)
- 1921 : Nachtbesuch in der Northernbank
- 1921 : Das gestohlene Millionenrezept
- 1921 : Der Totenvogel
- 1921 : Der Leidensweg der Inge Krafft (de)
- 1921 : Das begrabene Ich
- 1921 : Pariserinnen
- 1922 : Schamlose Seelen oder Ein Mädchenhandel
- 1922 : Der Herr aus dem Zuchthaus
- 1922 : Marie Antoinette (de)
- 1922 : Es leuchtet meine Liebe
- 1922 : Nathan le Sage
- 1923 : Die Gasse der Liebe und der Sünde
- 1923 : Bob und Mary (de)
- 1923 : Der Kaufmann von Venedig
- 1923 : Wenn die Maske fällt
- 1923 : Der Puppenmacher von Kiang-Ning
- 1923 : La Vierge du portail
- 1923 : Caprice
- 1924 : Horrido (de)
- 1924 : Kaddisch (de)
- 1924 : Frühlingsfluten
- 1924 : Die Frau im Feuer (de)
- 1924 : Der kleine Herzog
- 1925 : Aschermittwoch (de)
- 1925 : Schicksal
- 1925 : Wetterleuchten
- 1925 : Luxusweibchen
- 1925 : Wallenstein (de)
- 1925 : Die große Gelegenheit
- 1925 : Finale der Liebe
- 1925 : Die Dame aus Berlin
- 1927 : Der Sohn der Hagar (de)
- 1927 : Paname... n'est pas Paris
- 1928 : Die Geliebte seiner Hoheit
- 1928 : Sechzehn Töchter und kein Papa
- 1928 : Der moderne Casanova (de)
- 1928 : Flucht vor Blond
- 1929 : Die keusche Kokotte
- 1930 : Capitaine de corvette
- 1931 : Ein süßes Geheimnis
- 1932 : Kampf (de)
- 1951 : La Maison de Montevideo
- 1955 : Ein Herz bleibt allein (de) / Mein Leopold
- 1958 : L'Étau
- 1960 : Liebling der Götter
- 1960 : Sabine und die 100 Männer
- 1962 : Das lange Weihnachtsmahl (TV)
- 1963 : Die Mondvögel (TV)
- 1963 : Meine Frau Susanne (série télévisée, 4 épisodes)
- 1963 : Mein Leopold (TV)
- 1964 : Der Kaiser vom Alexanderplatz (TV)
- 1965 : Neues vom Hexer
- 1965 : Die fünfte Kolonne (série télévisée) – épisode Ein Mann namens Pavlow
- 1966 : Longues jambes, longs doigts
- 1967 : Der sanfte Lauf
- 1969 : Der Kidnapper (TV)
- 1971 : Die Unverbesserlichen (série télévisée) – épisode ...und ihr Stolz
- 1972 : Das Jahrhundert der Chirurgen (série télévisée) – épisode Ein Kind für die Königin
- 1981 : Dans la tourmente – épisode Zehnter Teil